# Eichelbach (Muggensturm)
Eichelbach war eine Siedlung im Ufgau in Baden-Württemberg.

## Geographie
Die Siedlung Eichelbach lag an einem Wasserlauf namens Eichelbach erhöht auf einer Hurst in der Kinzig-Murg-Rinne. Heute befindet sich die Wüstung auf der Gemarkung Muggensturm an der L67 in der Rheinebene am Fuße des Schwarzwaldes.

## Geschichte
Eichelbach wurde erstmals am 15. Februar 1102 als Eichilbach unter anderem zusammen mit dem heute noch existierenden und benachbarten Oberweier in einer Schenkungsurkunde des Kaiser Heinrich IV. an den Dom zu Speyer erwähnt. Die nächste Erwähnung erfolgte erst wieder im Jahre 1207, in der die Herren von Eberstein als Herrschaften über Eichelbach dargestellt wurden. In dieser Urkunde findet ebenfalls der Ortsadel Konrad und Heinrich von Eichelbach Erwähnung.
Graf Otto I. von Eberstein und Graf Simon von Zweibrücken-Eberstein bezeugen, dass ihr Vasall Konrad von Eichelbach dem Kloster Frauenalb seinen freien Hof zu Eichelbach für 32 Pfund Heller verkauft hat.
In Eichelbach wurden laut einer Erwähnung im Jahre 1250 durch Graf Otto I. von Eberstein jeweils ein Wirtschaftshof durch das Kloster Herrenalb und durch die Herren von Eberstein betrieben. Im Jahre 1298 verlegte Graf Heinrich von Eberstein seinen Hof von Eichelbach nach Muggensturm, nachdem er zuvor das Kloster Herrenalb dazu ebenfalls aufgefordert hatte.
Nach dem Jahr 1300 findet keine Erwähnung der Siedlung Eichelbach mehr statt. 1351 wurde zum letzten Mal ein Pfarrer in Eichelbach erwähnt und 1379 eine Pfarrei in Muggensturm gegründet.

## St. Margarethenkapelle
Die St. Margarethenkapelle ist das heute einzig verbleibende Gebäude der Siedlung Eichelbach. Sie war die damalige Dorfkirche und wurde im Stil der romanischen Architektur erbaut. Vermutlich während ihrer Renovierungen, Instandsetzungen und Erweiterungen im 17. und 18. Jahrhundert wurden gotische Elemente, wie zum Beispiel das Spitzbogenportal des Langhauses, eingefügt. Wann sie genau erbaut wurde, ist unklar. Ernst Schneider spricht von der zweiten Hälfte des 13. Jahrhunderts., Christian Jung beschreibt einen Vorgängerbau aus dem 10. Jahrhundert. Im Gemeindearchiv findet sich in einem Dokument von 1806 sogar ein Hinweis auf das Jahr 937. Auch die Tatsachen, dass die wichtigen Höfe Eichelbachs Ende des 13. Jahrhunderts nach Muggensturm verlegt werden und der romanische Stil der Kirche, machen den Bau zu dieser Zeit eher unwahrscheinlich und lassen eher auf ein Alter von über 1000 Jahren schließen.
Die Kapelle hatte eine bewegte Geschichte. Sie war oft in schlechtem Zustand, wie in Kirchenvisitationsprotokollen oder Gutachten nachzulesen ist. 1576 wurden Wallfahrten zur Margarethenkapelle verboten. Nach dem Dreißigjährigen Krieg wurden Wallfahrten wieder durchgeführt und der Jahrmarkt um die Kapelle am Margaretenfest wurde wieder eingeführt. Im Juli 1732 trieben die „Teutschen Hußaren ihre Wüsteney“. Im Sommer 1745 wurde die Kapelle dann durch „Einschlagung des Gewitters sehr ruiniert“. Dabei gingen Reparaturen oft auch mit Erweiterungen einher, weshalb von drei Bauperioden gesprochen wird. Die erste Bauperiode bis Ende des 13. Jahrhunderts, die zweite Bauperiode um 1695 und die dritte Bauperiode um 1737, was auch der im Spitzbogenportal eingeschlagene Jahreszahl entspricht.
Bis in das 18. Jahrhundert wurde die Margarethenkapelle auch als Margarethenkirche in den Lagerbüchern erwähnt. Auch von einer Kirchgaß und einem benachbarten Bruderhaus ist die Rede. Dort wohnte wohl auch der Pfarrer von Muggensturm, bis zur Fertigstellung des Pfarrhauses bei der Muggensturmer Georgskirche im Jahr 1527.
Die Margarethenkapelle verfügt über eine von Adelbert Weitnauer in Basel im Jahr 1692 gegossene Glocke vom Durchmesser 28 cm und einer Höhe von 24 cm. Sie hat eine ebene breite Kronenplatte auf doppelt nach unten abgesetzter Hohlkehle. Ihr Haubenring ist gewölbt abfallend. Eine Schulterinschrift zwischen je zwei Stegen lautet „ADELBERT WEITИAVER GOS MICH IИ BASEL AИИO 1692“. Forscher definieren es als fraglich, ob das Glöckchen ursprünglich für das von Basel sehr weit entfernte Muggensturm bestimmt war, da in jener Zeit in der näheren Umgebung mehrere kleine Glockengießereien bestanden.

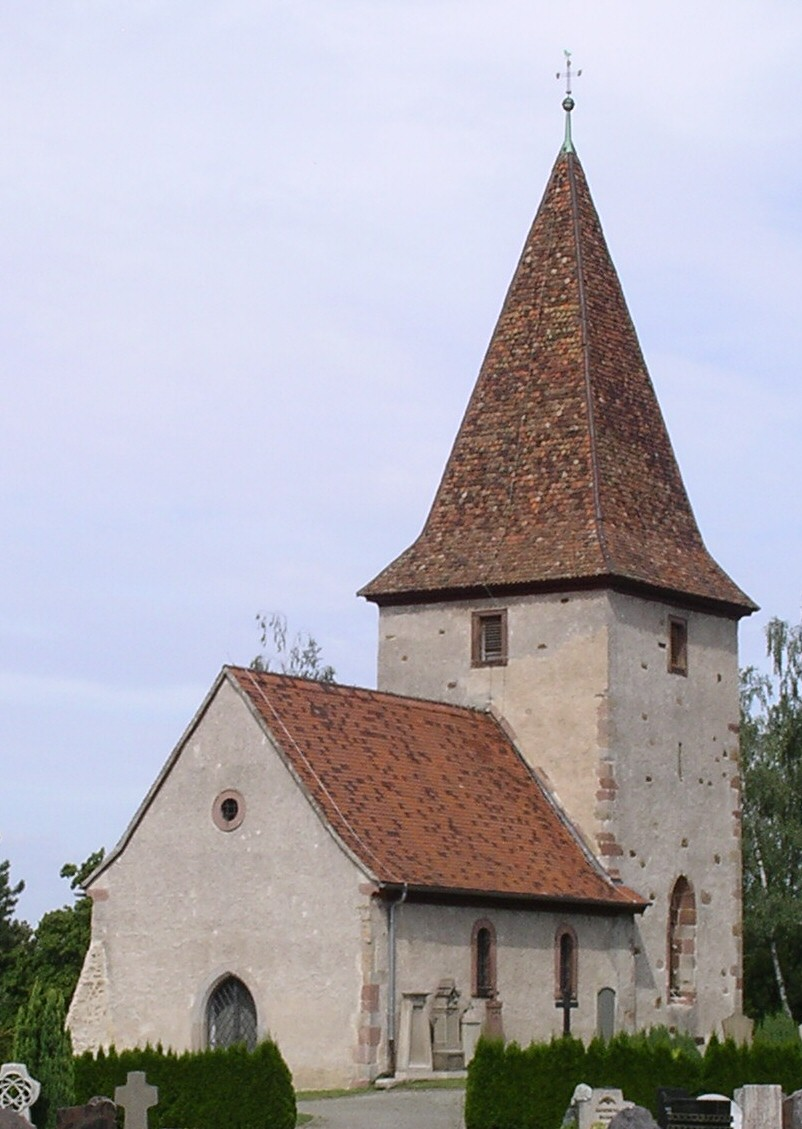
Kapelle St. Margarethe
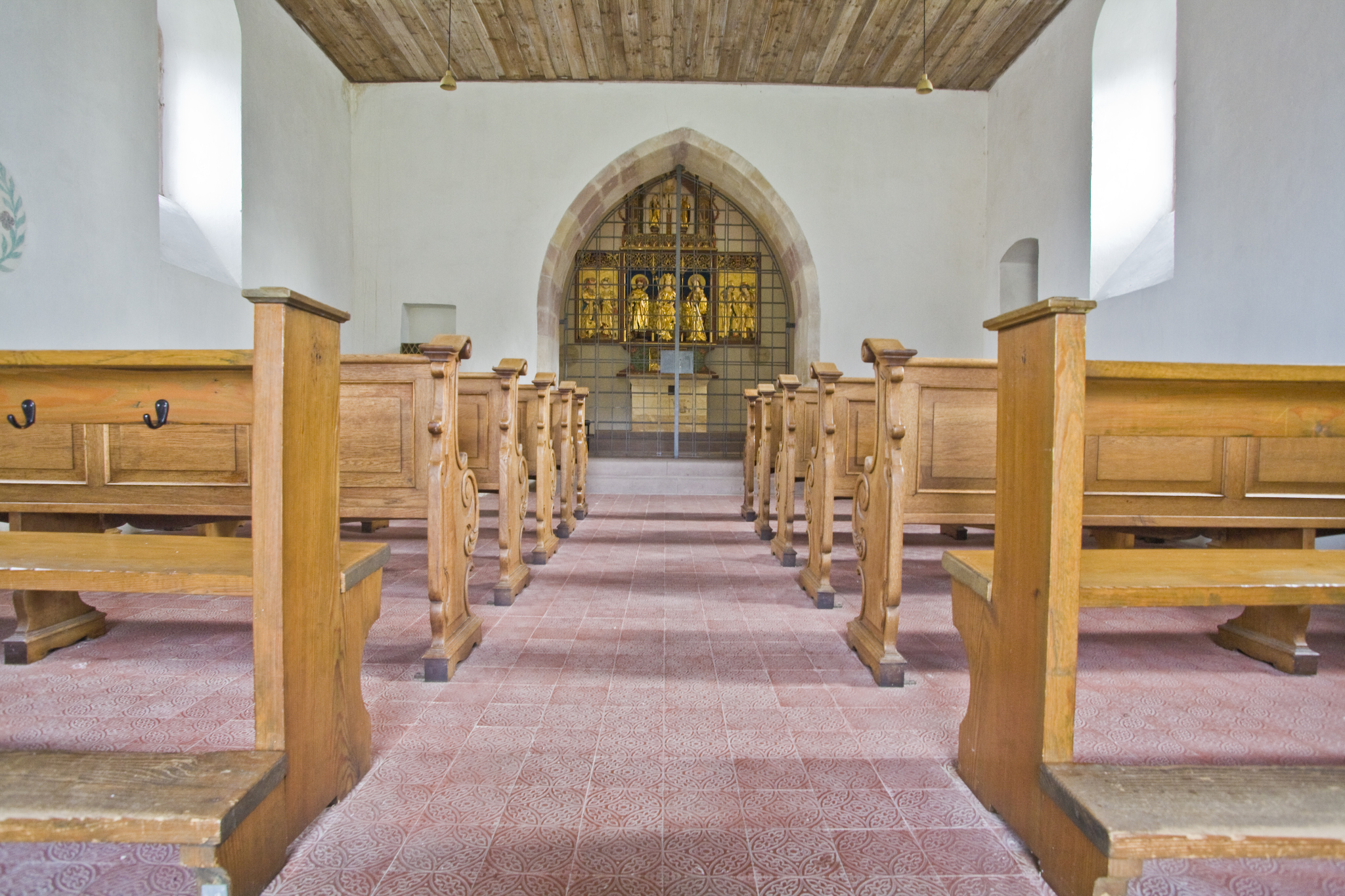
Innenansicht der Kapelle
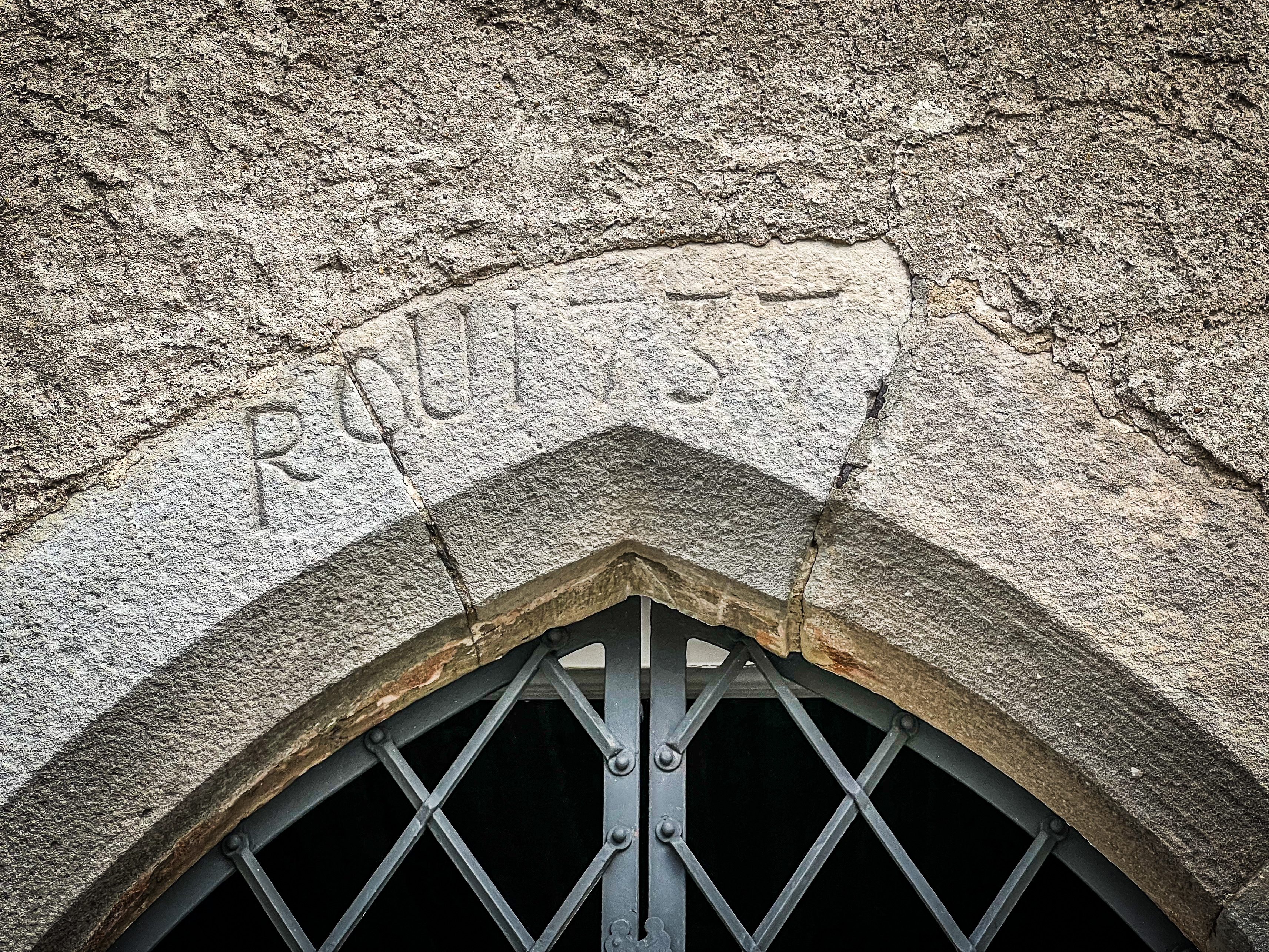
Torbogen der Kapelle